# Kisarazu
Kisarazu (jap. 木更津市, -shi) ist eine in der Präfektur Chiba gelegene japanische Industrie- und Hafenstadt.
Kisarazu überschritt 1976 die 100.000-Einwohner-Grenze. Kisarazu ist damit für japanische Verhältnisse eine eher kleine Stadt. Bisweilen wird die Bevölkerung von Kisarazu zum Großraum Tokio mitgezählt.

## Geografie
Kisarazu liegt auf der Halbinsel Bōsō.
Angrenzende Städte und Gemeinden
- Ichihara
- Kimitsu
- Sodegaura

### Klima
| Klimadaten im Überblick          | Klimadaten im Überblick |
| -------------------------------- | ----------------------- |
| Niederschlag Jahresdurchschnitt: | 1560 mm                 |
| Durchschnittstemperatur Januar:  | 3 °C                    |
| Durchschnittstemperatur Juli:    | 26 °C                   |
| Temperatur Jahresdurchschnitt:   | 16,7 °C                 |

Die Lage an der Bucht von Tokio sorgt für ausgeglichenes Meeresklima. Die Temperaturen sind ausgesprochen mild, da Kisarazu in der Nähe des 35. Breitengrades und damit etwa in der gleichen Breite wie Zypern liegt. Der aus der Äquatorregion kommende warme Kuroshio-Strom, der östlich an Japan vorbei nach Alaska zieht, hat einen solch starken Heizeffekt, dass im Winter in Kisarazu kein Schnee fällt.
Die direkte Lage am Meer resultiert in geringer Sonnenscheindauer und durchschnittlich mindestens 10 Regentagen pro Monat. Der niederschlagsreichste Monat ist der September, an dessen 20 Regentagen im Schnitt fast 180 mm Niederschlag fallen. Die trockenste Zeit des Jahres liegt im Dezember und im Januar, mit etwa 50 mm Niederschlag pro Monat. Das Klima ist ganzjährig humid.

## Geschichte
Der Legende nach wurde das Boot von Prinz Yamatotakeru bei der Durchquerung der Bucht von Tokio von starken Wellen erfasst und drohte zu kentern. Daraufhin opferte sich die Geliebte von Prinz Yamatotakeru dem Meeresgott, um diesen zu besänftigen, was auch gelang. Als der Prinz das Ufer erreichte, stieg er auf den Berg Oda und hielt Ausschau auf das Meer nach seiner Geliebten. Die Tatsache, dass der Prinz wohl sehr lange verweilte, gab der Stadt ihren Namen: der Name Kisarazu stammt vom japanischen Kimi sarazu ab, was so viel wie „Der Prinz ging nicht“ bedeutet.
Im Delta des Obitsu gelegen entwickelte sich Kisarazu bereits im Altertum und im Mittelalter zu einer wichtigen Handelsstadt. In der Tokugawa- bzw. Edo-Zeit (1603–1867) erhielt Kisarazu das exklusive Recht auf Seefahrt zwischen Edo (früherer Name Tokios) und Boso.
Das heutige Kisarazu wurde 1942 durch den Zusammenschluss von Kisarazu mit den Dörfern Iwane, Kiyokawa und Namioka gegründet, in den Jahren bis 1955 wurden noch drei weitere Dörfer in die Stadt integriert. 1965 wurde Fährverkehr nach Yokohama und Kawasaki aufgenommen, woraufhin der Hafen seit 1968 als wichtiger Seehafen eingestuft wird. Seit 1992 gilt Kisarazu als wichtige Industriestadt.

## Sehenswürdigkeiten

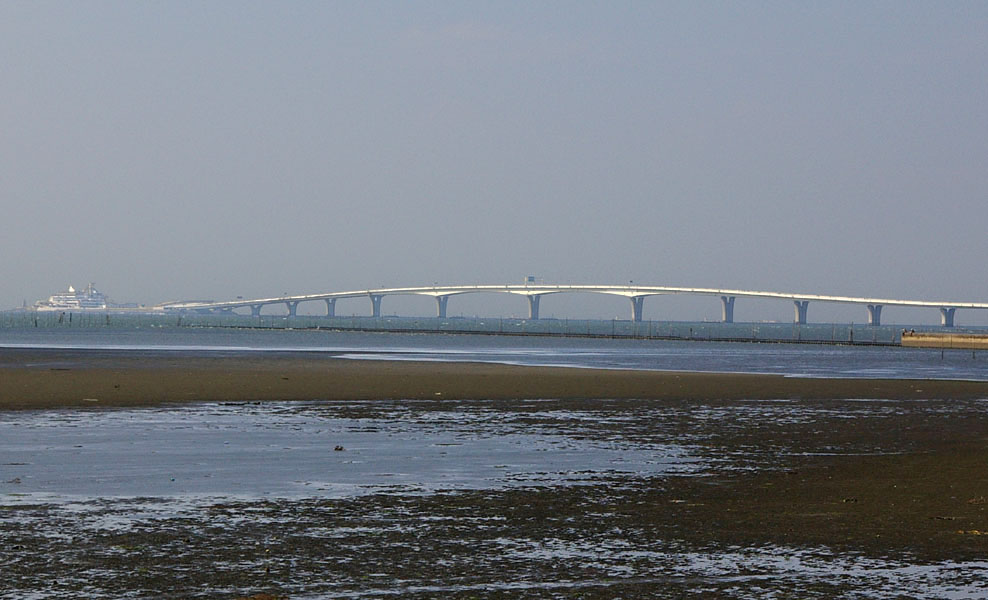
Tokyo Wan Aqua-Line (bridge)

Die Tokyo Bay Aqualine gilt als einzige Sehenswürdigkeit der Stadt und verbindet Kisarazu mit Kawasaki auf der gegenüberliegenden Seite der Bucht von Tokio, einer weiteren wichtigen Industrieregion. Die Tokyo Bay Aqualine ist eine Brücken-Tunnelkonstruktion und der viertlängste Unterwassertunnel der Welt.
Der Kōzō-ji ist der 30. der „33 Tempel der Kantō-Region“.

## Verkehr
Straße:

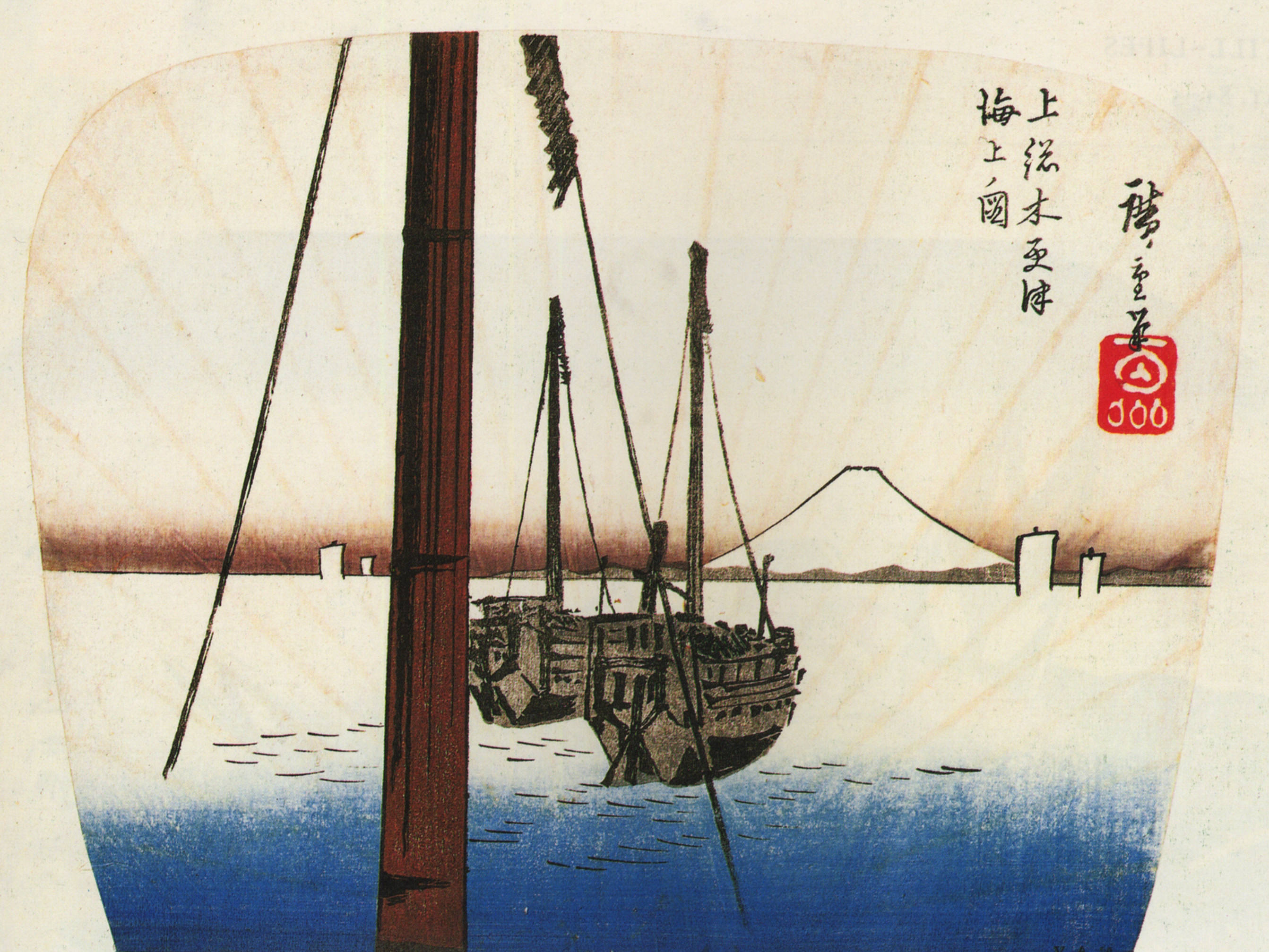
Der Fujisan hinter der Edo-Bucht von Kisarazu aus gesehen. Farbholzschnitt von Hiroshige, um 1840

- Tokyo-Wan-Aqua-Line: nach Kawasaki
- Tateyama-Autobahn: nach Tateyama
- Nationalstraße 16: nach Saitama, Hachioji, Yokohama und Yokosuka

Zug:
- JR Uchibō-Linie: nach Chiba oder Kamogawa
- JR Kururi-Linie: nach Kimitsu

Hafen
- Kisarazu ist eine Hafenstadt

## Wappen
Das Stadtwappen basiert auf dem Symbol 木 (ki), was Baum bedeutet und das erste Kanji im Stadtnamen ist. Der Kreis symbolisiert den Hafen, die Öffnung des Kreises die Hafeneinfahrt.

## Gewerbe und Infrastruktur
Kisarazu ist ein Umschlagspunkt für Waren aller Art, und daher das gewerbliche Zentrum der ganzen Region. Die Industrie ist auf keine bestimmte Richtung spezialisiert, besteht aber hauptsächlich aus klassischer Schwerindustrie wie Stahlproduktion, Maschinenbau und petrochemischen Betrieben. 1994 wurde das DNA Research Institute im Kazusa Technologiepark eröffnet.

## Persönlichkeiten
- Kōji Toriumi (* 1995), Fußballspieler